# Gene Jones
Gene Jones (...) è un attore statunitense conosciuto principalmente per il ruolo del gestore della stazione di servizio del film Non è un paese per vecchi e per aver interpretato Charles Anderson Reed nel film The Sacrament.
È ricordato anche per i ruoli interpretati nei film The Hateful Eight, Old Man & the Gun e per aver interpretato il ruolo del protagonista nel film del 2017 Bug.

## Carriera
La carriera di Jones inizia nel 1990, anno in cui presta la sua voce a vari personaggi della miniserie televisiva documentaristica The Civil War. L'anno successivo recita nel film per la televisione Un fratello venuto dal futuro, accanto a Phill Lewis, Carl Lumbly e Moses Gunn. Nel 2004, dopo parecchi anni di assenza dagli schermi, torna a recitare apparendo in un ruolo minore in un episodio della serie televisiva Chappelle's Show e doppiando il personaggio dello sceriffo Bartlett nel videogioco Red Dead Revolver. Da questo momento in poi inizia ad apparire più assiduamente in numerose produzioni, sia cinematografiche che televisive.
Per quanto riguarda il cinema lo si può vedere nei film Non è un paese per vecchi (2007), L'incredibile vita di Timothy Green (2012), Il grande e potente Oz (2013), Natale con i tuoi (2014), The Hateful Eight (2015), Katie Says Goodbye (2016), Old Man & the Gun (2018) e The Standoff at Sparrow Creek (2018).
Nel 2013 recita nel film di Ti West The Sacrament, nel ruolo del capo della setta di Eden Parish, Charles Anderson Reed. Grazie a questo ruolo Jones ottenne nomination a quattro premi cinematografici nella categoria miglior attore non protagonista, tra cui quella al San Francisco Film Critics Circle, vincendo un "BloodGuts UK Horror Award".
Nel 2014 ottiene il ruolo del protagonista nel film Dementia diretto da Mike Testin, in cui interpreta il ruolo di George Lockhart, un anziano veterano di guerra a cui è stata diagnosticata la demenza senile, che inizia a sospettare e ad aver paura della sua infermiera che sembra nascondere un sinistro segreto. Il film è uscito nelle sale statunitensi nel 2015.
Altro ruolo da protagonista lo ha nel 2017 nel film Bug, in cui interpreta il ruolo del nonno di una ragazzina di dodici anni di nome Bug, la quale scopre che l'anziano, negli anni in cui era sceriffo, potrebbe aver commesso e occultato un omicidio a sfondo razziale.
In televisione è invece apparso in alcuni episodi delle serie televisive Louie, House of Cards - Gli intrighi del potere, Boardwalk Empire - L'impero del crimine, Inside Amy Schumer, Vinyl, Z: L'inizio di tutto e Godless.

## Filmografia parziale

### Attore

#### Cinema
- Non è un paese per vecchi (No Country for Old Men), regia di Joel ed Ethan Coen (2007)
- Working It Out, regia di Andrew Fitzgerald (2010)
- L'incredibile vita di Timothy Green (The Odd Life of Timothy Green), regia di Peter Hedges (2012)
- Il grande e potente Oz (Oz the Great and Powerful), regia di Sam Raimi (2013)
- The Sacrament, regia di Ti West (2013)
- Natale con i tuoi (A Merry Friggin' Christmas), regia di Tristram Shapeero (2014)
- Dementia, regia di Mike Testin (2015)
- The Hateful Eight, regia di Quentin Tarantino (2015)
- Uncaged, regia di Daniel Robbins (2016)
- Katie Says Goodbye, regia di Wayne Roberts (2016)
- The Strange Ones, regia di Christopher Radcliff e Lauren Wolkstein (2017)
- Bug, regia di Parker Dorris (2017)
- Old Man & the Gun (The Old Man & the Gun), regia di David Lowery (2018)
- Milizia (The Standoff at Sparrow Creek), regia di Henry Dunham (2018)
- Texas Cotton, regia di Tyler Russell (2018)
- Cyst, regia di Tyler Russell (2020)
- Runner, regia di Marian Mathias (2022)
- Killers of the Flower Moon, regia di Martin Scorsese (2023)
- The Last Stop in Yuma County, regia di Francis Galluppi (2023)

#### Televisione
- Un fratello venuto dal futuro (Brother Future), regia di Roy Campanella II – film TV (1991)
- Chappelle's Show – serie TV, episodio 2x09 (2004)
- Louie – serie TV, episodio 3x07 (2012)
- House of Cards - Gli intrighi del potere (House of Cards) – serie TV, episodio 1x03 (2013)
- Boardwalk Empire - L'impero del crimine (Boardwalk Empire) – serie TV, episodio 4x01 (2013)
- Inside Amy Schumer – serie TV, episodio 3x01-4x01 (2015-2016)
- Vinyl – serie TV, episodio 1x07 (2016)
- Z - L'inizio di tutto (Z: The Beginning of Everything) – serie TV, episodio 1x10 (2017)
- Godless – miniserie TV, puntate 03-04 (2017)
- Living with Yourself – serie TV, episodi 1x01-1x02-1x06 (2019)
- Little America – serie TV, episodio 1x03 (2020)
- The Blacklist – serie TV, episodio 10x03 (2023)

### Doppiatore
- The Civil War, regia di Ken Burns – miniserie TV (1990)
- Red Dead Revolver – videogioco (2004)
- Red Dead Redemption II – videogioco (2018)

## Doppiatori italiani
Nelle versioni in italiano delle opere in cui ha recitato, Gene Jones è stato doppiato da:
- Gianni Giuliano in The Hateful Eight
- Franco Zucca in Old Man & the Gun
- Michele Gammino in Killers of the Flower Moon
- Bruno Alessandro in The Sacrament